# Niefang (Evinayong)
Niefang (in der Sprache Fang für „Grenze der Fang“) ist ein Ort in der Provinz Centro Sur in Äquatorialguinea. Er liegt etwa 9 km nordöstlich von Evinayong.

## Geographie
Der Ort liegt nordöstlich von Evinayong zwischen Micaosi, Ndyong und Esong. Etwa 23 km weiter südwestlich liegt der gleichnamige Ort Niefang (Centro Sur).

## Klima
Nach dem Köppen-Geiger-System zeichnet sich Niefang durch ein tropisches Klima mit der Kurzbezeichnung Am aus.